# Plainfield (New Jersey)
Plainfield is een plaats (city) in de Amerikaanse staat New Jersey, en valt bestuurlijk gezien onder Union County.

## Demografie
Bij de volkstelling in 2000 werd het aantal inwoners vastgesteld op 47.829.
In 2006 is het aantal inwoners door het United States Census Bureau geschat op 47.353, een daling van 476 (-1,0%).

## Geografie
Volgens het United States Census Bureau beslaat de plaats een oppervlakte van
15,6 km², geheel bestaande uit land.

## Plaatsen in de nabije omgeving
De onderstaande figuur toont nabijgelegen plaatsen in een straal van 4 km rond Plainfield.

## Geboren
- Archibald Cox (1912–2004), advocaat en hoogleraar in de rechten die als speciaal aanklager diende onder president John F. Kennedy
- Irving Penn (1917–2009), fotograaf
- Bill Evans (1929-1980), jazzpianist en componist
- Milt Campbell (1933-2012), meerkamper
- Gregory Kosteck (1937-1991), componist en muziekpedagoog van Oekraïense afkomst
- Traci Wolfe (1960), actrice en model
- Kenneth Ham (1964), astronaut
- Mary McCormack (1969), film- en televisieactrice